# Padwany

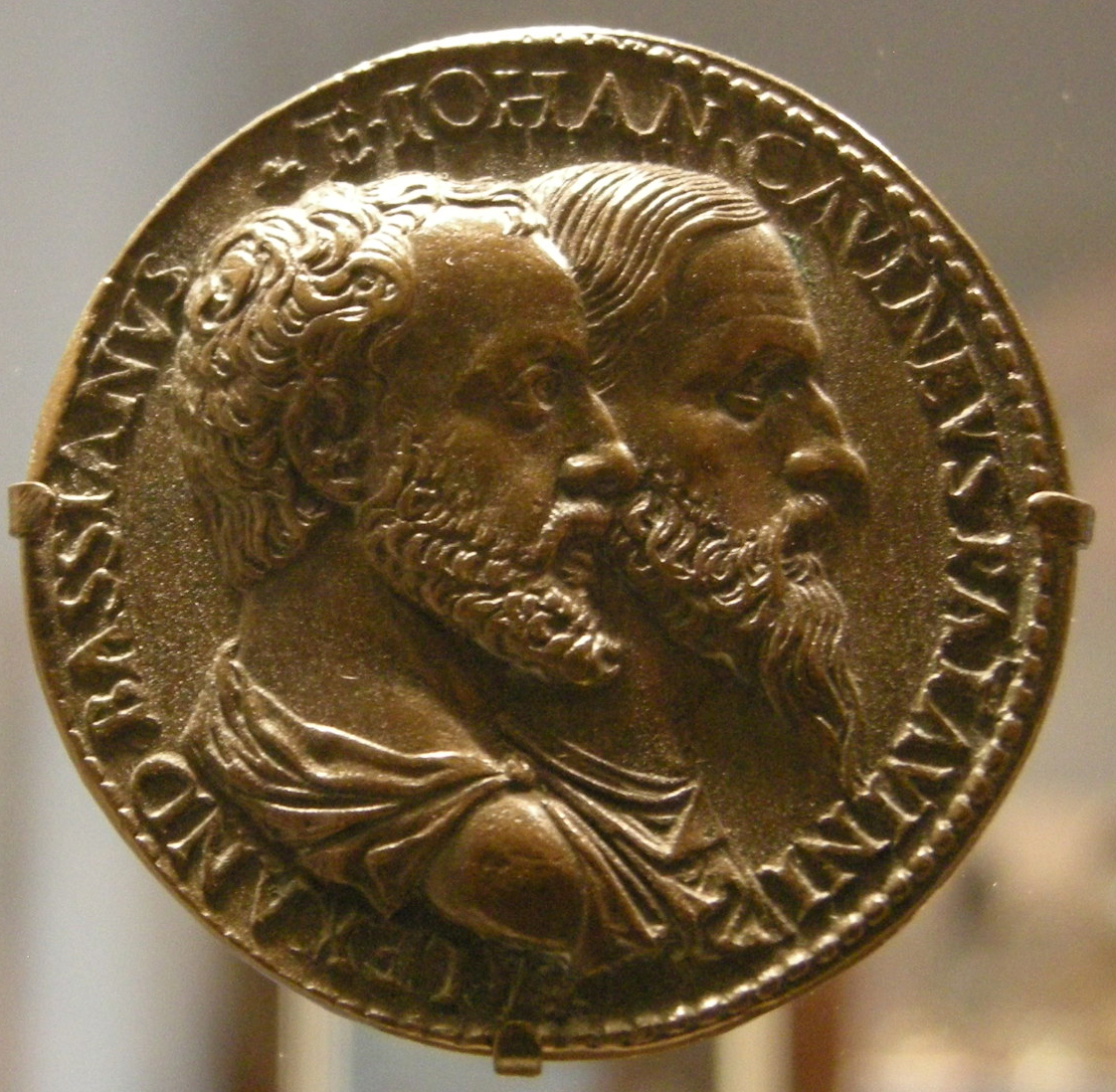
Autoportret Cavino (z prawej) z A. Bassiano na medalu z 1538 r.

Padwany (paduany) – renesansowe numizmaty pseudoantyczne w stylu grecko-rzymskim wytwarzane w Padwie i innych miastach północnowłoskich w drugiej połowie XV i w XVI wieku.

## Imitacje G. Cavino
Były one przede wszystkim dziełem utalentowanego złotnika, rytownika gemm i medaliera z Padwy – Giovanniego (da/dal) Cavino (1500-1570), nazywanego „Padwańczykiem” (Il Padovano), współczesnego słynnemu Benvenuto Celliniemu. Wspólnie z erudytą Alessandro Bassiano opracował on metody wytwarzania znakomitych imitacji efektownych medali oraz monet antycznych (m.in. greckich, lecz głównie sestercjuszy rzymskich z pierwszych dwóch wieków cesarstwa), zwanych od niego „padwanami”. Bite w brązie grawerowanymi przez niego stemplami i będąc swobodnymi naśladownictwami starożytnych oryginałów, przez wielu nie są one uważane za zwykłe falsyfikaty. Przeznaczone były na ówczesny rynek antykwaryczny, odpowiadając renesansowemu duchowi recepcji sztuki antycznej wraz z rosnącą modą na kolekcjonowanie starożytności rzymskich.

## Charakter i rola artystyczna
Jakkolwiek wiele spośród tych numizmatów mogło służyć zwodzeniu naiwnych kolekcjonerów i entuzjastów antyku, to w zamierzeniu miały one stanowić prace studyjne w stylu antycznym, będące udanymi tworami artystycznymi. Wbrew woli twórcy znalazły się później w najbardziej znanych kolekcjach europejskich, uważane za autentyki także przez znawców (np. Mionneta czy Barthélemy’ego). Już pod koniec XVII w. doczekały się naukowego opracowania autorstwa C. Du Molineta. Większość oryginalnych stempli Giovanniego Cavino posiada dziś gabinet numizmatyczny przy paryskiej Bibliotece Narodowej.
Przy zaistniałej na powierzchni patynie i odpowiedniej obróbce obrzeża (rantu), padwany bywają trudne do odróżnienia od antycznych oryginałów, jednakże pod względem tematu i typu przedstawień niemało z nich stanowi wytwory fantazji artystycznej (tzn. wyszły spod stempli nienotowanych w nauce i nigdy nieistniejących w antyku). Inne, dokładnie naśladujące wyobrażenia oryginałów, różni od nich stylistyka, utrzymana w swobodniejszej formie, za to bardziej drobiazgowa w modelunku. Liternictwo legend wyróżnia się artystycznie poprawną sztucznością i zdradza podporządkowanie pewnemu wzorcowi.
Popyt na efektowne imitacje numizmatów rzymskich spowodował, że proceder ich wytwarzania rozwinął się nie tylko w Padwie; do wybitnych poprzedników Cavino należał wenecjanin Vittore Camèlio (zwany też Gambèlio lub Gambello, 1460-1535), a wśród naśladowców znalazł się paryski złotnik Estienne Carteron. Obecnie padwany traktowane jako antykizujące medale renesansowe i mające własną wartość artystyczną, osiągają wysokie ceny na rynku numizmatycznym, podobnie jak XIX-wieczne imitacje numizmatów antycznych wykonywane przez Niemca Karla Beckera. Nierzadko pojawiają się ich całkiem współczesne fałszerstwa.

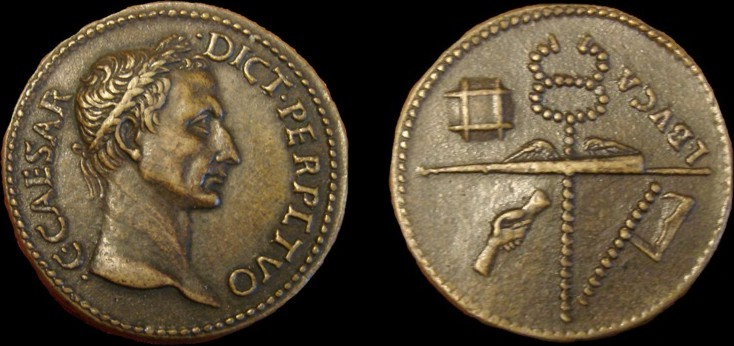
Sesterc Juliusza Cezara z pracowni padewskich
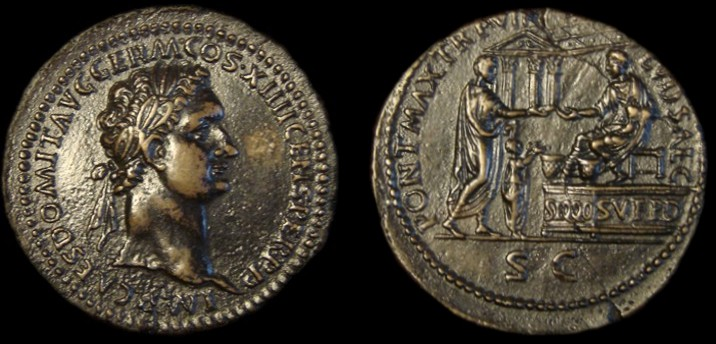
Sesterc Domicjana pochodzący z pracowni Cavino
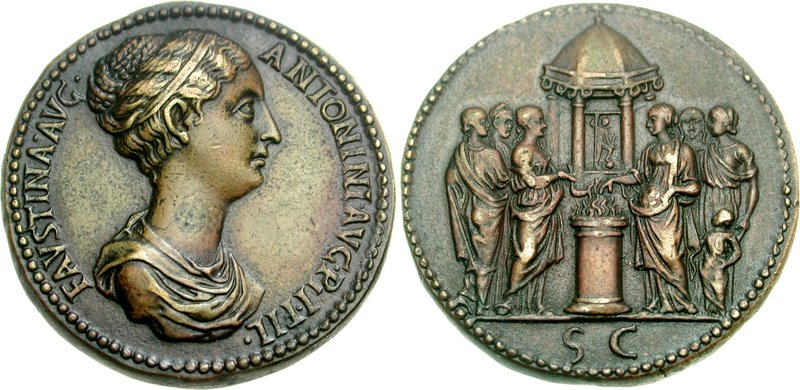
„Medal” Faustyny Młodszej (33,5 g) – wytwór G. Cavino

### Literatura dodatkowa
- Z. Klawans: Imitations and Inventions of Roman Coins. Santa Monica (California) 1977
- R.H. Lawrence: The Padouan: Medals by Giovanni Cavino. New York 1883
- «Giovanni Cavino» w M.-N. Bouillet, A. Chassang (red.): Dictionnaire universel d’histoire et de géographie. Paris 1878